# Veveu Arruda
José Clodoveu de Arruda Coelho Neto (Sobral, 26 de maio de 1958), mais conhecido como Veveu,  é um professor, advogado e político brasileiro. É casado com a ex-governadora do estado do Ceará, Izolda Cela, sendo o primeiro-cavalheiro do estado e ex-prefeito de Sobral.

## Biografia
Começou sua vida estudantil na escola da Dona Maria José Carneiro e depois estudou no Colégio Sobralense, onde foi Presidente do Grêmio Estudantil  e um dos responsáveis pelo jornal Quinzena Estudantil. Também ajudou a criar a Pastoral da Juventude da Diocese de Sobral.
Na capital cearense, foi protagonista da luta pelas liberdades democráticas. Tornou-se vice-presidente da primeira diretoria do Diretório Central dos Estudantes da UFC e em seguida foi presidente da entidade.
É filho da tabeliã Maria do Carmo Carvalho de Arruda Coelho (falecida aos 87 anos, em 26 de fevereiro de 2018 e de Luciano de Arruda Coelho (falecido em 28 de junho de 2019), antigo promotor público, através de quem está ligado a uma família com ampla tradição política que remonta aos tempos coloniais, da qual também fazem parte o deputado federal Vicente Arruda, os ex-deputados federais Esmerino Arruda e José Gerardo, o ex-senador Edgar Cavalcanti de Arruda, entre outros. Em 1984, casou-se com Izolda Cela com quem teve quatro filhos: Hilda, Luisa, Clara e Pedro.

## Volta a Sobral
No ano de 1982 voltou para trabalhar em Sobral como advogado e professor da Universidade Estadual Vale do Acaraú. Advogou para os movimentos sociais nos anos 80 e 90.
No ano de 1988 filiou-se ao Partido dos Trabalhadores ( PT ) sendo eleito vereador no ano 1992, quando cumpriu um mandato(1993-1996) inovador na política sobralense.
À convite do Prefeito de Sobral, Cid Gomes, foi Secretário da Cultura do Município de Sobral (1997-2004), sendo responsável pela implantação da Escola de Cultura, Comunicação, Ofícios e Artes- Ecoa Sobral, da Escola de Música de Sobral, do Museu MADI, além de ter coordenado o processo de tombamento do Sítio Histórico de Sobral como Patrimônio Nacional, pelo Iphan, em 2000.
No ano de  2004, foi eleito vice-prefeito de Sobral e com o Prefeito Leônidas Cristino realizaram juntos uma boa administração  sendo reeleito no ano de 2008. Durante o período no cargo (2005-2010), conduziu a elaboração e execução dos projetos especiais do governo municipal.
No ano de  2009, assumiu a Superintendência do IPHAN no Ceará.
Coordenou a formatação do Plano de Governo do Estado do Ceará para as gestões 2007/2010 e 2011/2014.

## Prefeitura
No dia 1.º de janeiro de 2011, com a saída de Leônidas Cristino para assumir a Secretaria Nacional dos Portos, da presidente Dilma Rousseff, Clodoveu Arruda assume a cadeira de prefeito de Sobral. Foi prefeito de Sobral, no período de 2011 a 2016.